# 但家庙镇
但家庙镇，是中华人民共和国安徽省六安市霍山县下辖的一个乡镇级行政单位。

## 行政区划
但家庙镇下辖以下地区：
大河厂村、但家庙村、花石嘴村、胡大桥村和观音岩村。